# Honey Pie
«Honey Pie» (в переводе с англ. — «Медовый пирог») — песня группы «Битлз» с их одноимённого двойного альбома (также известного, как «Белый альбом»). Её авторство приписано Леннону и Маккартни, хотя её единственным автором был Пол Маккартни.

## О песне
Песня является своеобразным оммажем на стиль британского мюзик-холла. Текст рассказывает об актрисе, называемой лишь ласковым прозвищем «Медовый пирог», прославившейся в США, и о её старом почитателе, который хочет воссоединиться с ней в Англии. Для воссоздания соответствующей атмосферы в песне использовался звук старого стиля; кроме того, к третьей строчке песни были добавлены звуки характерного граммофонного «шипения».

## Запись песни
Демоверсия песни была записана группой дома у Харрисона незадолго до начала студийных сессий, посвящённых «Белому альбому».
1 октября 1968 года на студии «Trident Studios» в Лондоне был записан первый, базовый трек. На следующий день Маккартни записал партию вокала и гитарное соло. 4 октября были записаны партии духовых инструментов, аранжированные Джорджем Мартином (этот фрагмент написан в стиле джаза 1920-х годов и исполнялся пятью саксофонами и двумя кларнетами). В тот же день Маккартни записал ещё одну краткую фразу («Now she’s hit the big time»); характерный шум старого фонографа был добавлен в ту же сессию.
В записи участвовали:
- Пол Маккартни — вокал, фортепиано
- Джон Леннон — соло-гитара
- Джордж Харрисон — шестиструнная бас-гитара Fender Bass VI
- Ринго Старр — ударные
- Деннис Уальтон, Рональд Чамберлейн, Джим Честер, Рекс Моррис, Гарри Клейн — саксофоны
- Раймонд Ньюман, Дэвид Смит — кларнеты

Версия песни с несколько другим текстом и отсутствующим вступлением представлена на компиляционном альбоме Anthology 3.

## Кавер-версии
Песня перепевалась такими исполнителями, как Барбра Стрейзанд, британской акапелльной группой King’s Singers, американской группой Golden Gate Quartet и др. Вероятно, наиболее экстравагантную версию песни исполнил Дом Делуиз для фильма «Sextette» (в фильме эта песня сопровождалась комической чечёткой на фортепиано).
Также песня исполнялась и на других языках: например, в 1972 году Хелена Вондрачкова исполнила версию песни на чешском языке под названием «Miláčku».